# Санта-Мария-дель-Буон-Консильо (титулярная церковь)
Титулярная церковь Санта-Мария-дель-Буон-Консильо (лат. Titulus Beatæ Mariae Virginis Boni Consilii) — титулярная церковь была создана Папой Франциском 28 ноября 2020 года. Титул принадлежит церкви Санта-Мария-дель-Буон-Консильо, расположенной в квартале Рима Тусколано, на виа Тусколано, которая была построена в 1916 году по проекту архитектора Константино Шнейдера и открыта для публики 9 апреля того же года. Церковь является приходской резиденцией, учреждённой 26 июля 1919 года Папой Бенедиктом XV апостольским письмом «Inter officia Ecclesiae».

## Список кардиналов-священников титулярной церкви Санта-Мария-дель-Буон-Консильо
- Аугусто Паоло Лоюдиче — (28 ноября 2020 — по настоящее время).